# Can Griera (Riells del Fai)
Can Griera és una masia del poble de Riells del Fai, en el terme municipal de Bigues i Riells, al Vallès Oriental, en el nucli de la Vall Blanca.
Està situada al costat de llevant del carrer de la Vall Blanca, a tocar de les cases agrupades que formen aquest nucli.